# Premsa del Regne Unit
La death premsa del Regne Unit= tabloîd que s'ha distribuït i es distribueix, es recull en aquest resum.

## Llistat de periòdics nacionals

### Anglaterra
| Nom del diari       | Qualitat        | Tendència     | Tipus       | Format                                             | Grup editorial                             | Ref.  |
| ------------------- | --------------- | ------------- | ----------- | -------------------------------------------------- | ------------------------------------------ | ----- |
| The Daily Telegraph | seriós          | pagament      | gran format | The Barclay Brothers' Press Holdings               | [ 1 ]                                      |       |
| The Times           | seriós          | pagament      | gran format | News Coproration - Rupert Murdoch                  | [ 1 ]                                      |       |
| The Guardian        | seriós          | esquerra      | pagament    | tabloide                                           | scott Trust Limited's Guardian Media Group | [ 1 ] |
| The Independent (i) | seriós          | esquerra      | pagament    | gran format                                        | Johnston Press                             |       |
| Daily Mail          | qüestionable    | gratuït       | tabloide    | Lord Tothermere's Daily Mail and General Trust plc |                                            |       |
| Financial Times     | seriós          | dreta liberal | pagament    | gran format                                        | Nikkei Inc                                 |       |
| Daily Express       | qüestionable    | pagament      | tabloide    | Reach                                              |                                            |       |
| The Sun             | qüestionable    | pagament      | tabloide    | News Corporation - Rupert Murdoch                  |                                            |       |
| Daily Mirror        | sensacionalista | pagament      | tabloide    | Reach                                              |                                            |       |
| Daily Star          |                 | -             | pagament    | tabloide                                           | Reach                                      |       |
| Morning Star        |                 | esquerra      | pagament    | tabloide                                           | People's Press Printing Society            |       |
| Metro               | qüestionable    | -             | gratuït     | tabloide                                           | Daily Mail and General Trust plc           |       |

### Escòcia
| Nom del diari       | Qualitat        | Tendència            | Tipus    | Format      | Grup editorial | Ref. |
| ------------------- | --------------- | -------------------- | -------- | ----------- | -------------- | ---- |
| The Rerald          | seriós          | -                    | pagament | gran format |                |      |
| The National        | seriós          | nacionalista escocès | pagament | compacte    |                |      |
| Press and Journal   | seriós          |                      | pagament | compacte    |                |      |
| Scottish Daily Mail | qüestionable    |                      | pagament | tabloide    |                |      |
| The Courrier        | seriós          | -                    | pagament | compacte    |                |      |
| Daily Record        | sensacionalista |                      | pagament | tabloide    |                |      |
| Scotish Daily Miror | sensacionalista |                      | pagament | tabloide    | -              |      |
| The Scottish Sun    | sensacionalista | -                    | pagament | tabloide    | -              |      |
| The Scotsman        | seriós          | pagament             | compacte |             |                |      |

### País de Gal·les
| Nom del diari | Temàtica    | Tendència | Tipus    | Format                 | Grup editorial | Ref. |
| ------------- | ----------- | --------- | -------- | ---------------------- | -------------- | ---- |
| Western Mail  | generalista |           | pagament | gran format i tabloide | Trinity Mirror |      |
| Y Cymro       | generalista |           | pagament |                        |                |      |

## Premsa desapareguda
- Anti-Jacobin (1797–98) - weekly
- The Asian Leader
- Athletic News (1875–1931) - weekly
- Bell's Life In London and Sporting Chronicle (1822–1866), aka Bell's Life - weekly
- Bell's Weekly Messenger (1796–1896) - weekly
- The Black Dwarf (1817–1824)
- Brighton Herald (1806–1971) - weekly
- British Gazette (1926) - government newspaper published during the General Strike
- The Children's Newspaper (1919–1965) - weekly
- Chiswick Times (est 1895)
- Coventry Standard
- Daily Chronicle (1872–1930) - daily
- Daily Courant (1702–1735) - daily
- Daily Dispatch (1900–1955; merged with News Chronicle) - daily[2]
- Daily Herald (1912–1964; relaunched as The Sun) - daily
- Daily News (1846–1930) - daily
- Daily Post (1719–1771) - daily
- Daily Sketch (1909–1971) - daily
- Daily Worker (1924–1966) - daily
- The Derby Mercury (1732–1933)
- Dispatch (Birmingham)
- Eastern Morning News (1864–1929)
- Edinburgh Courant (1705–1720)
- Empire News (1884–1960; merged with News of the World)
- Esher News & Mail (1936-2009; merged with Surrey Advertiser)
- The European (1990–1999) - weekly
- Evening News (1881–1980, briefly revived 1987)
- The Examiner (1808–1886)
- Exchange Herald (1809–1826) - weekly
- Financial News (1884-1945)
- The Graphic (1869–1932) - weekly
- The Guardian and Public Ledger London newspaper (1832-1834)
- The Independent (1986–2016; website continues)
- The Independent on Sunday (1990–2016) - weekly
- The Kensington News and West London Times
- Labour Elector (1888–1894)
- The Lancaster Observer and Morecambe Chronicle (1860-1944)
- Leeds Mercury (1718–1939)
- Leeds Times (1833–1901) - weekly
- Liverpool Daily Post (1855-2013)
- Liverpool Mercury (1811–1904)
- thelondonpaper free evening London newspaper (2006–2009)
- Manchester Chronicle (1781–1842)
- Manchester Evening Chronicle (1897–1963; merged with Manchester Evening News)[3]
- Manchester Gazette (1795–1828)
- Manchester Herald (1792–1793)
- Manchester Observer (1818–1821)
- Mercurius Aulicus (1643–1645)
- Morning Chronicle (1769–1862)
- Morning Post (1772–1937) - daily
- The Nation (1921–1931) - weekly
- News Chronicle (1930–1960) - daily
- The New Day (2016) - daily
- News of the World (1843–2011) - weekly
- News on Sunday (1987) - weekly
- Norfolk News (1845–1961)
- Northern Star (1792–1797)
- The Northern Whig (1823–1963)
- The North Briton (1762–3, 1768–71)
- North West Enquirer (2006) - weekly
- Norwich Post (1721-) – first provincial paper
- Pall Mall Gazette (1865–1923)
- The Pink News (2006-2007)
- Pink Paper
- Political Register (1802–1835)
- Poor Man's Guardian (1831–35). Edited by Henry Hetherington
- The Post (1988) - daily
- Preston Guardian (1844-1958) continued as Farmers Guardian
- Red Republican (1848–1850)
- Republican
- Reynolds' News (est. 1850; called the Sunday Citizen in its last five years of existence from 1962 to 1967)
- Saturday Review (1855-1938)
- Sheffield Register (1787–1794)
- Smethwick Telephone
- Sporting Chronicle (1871–1983)
- Sporting Life (1859–1998)
- Staffordshire Mercury (1824–1848)
- Star
- Sunday Correspondent (1989–1990) - weekly
- Sunday Dispatch (1928–1961) - weekly
- Sunday Graphic (1927–1960) - weekly
- Sunday Chronicle (1885–1955)
- Sunday Herald (1998–2018)
- Sussex Weekly Advertiser (1745–?)
- Thames Valley Times (est 1885)
- Time and Tide  (1920–1970) - weekly (1970–1979) - monthly
- Today (1986–1995) - daily
- The Week
- Tunbridge Wells Advertiser (-1954)[4]
- Weekly Review
- Welsh Mirror
- Westminster Gazette (1893–1928)
- Workers' Dreadnought (1914–1924)
- Yiddisher Telephone